# Burnett River
Pour les articles homonymes, voir Burnett.
Le Burnett River est un fleuve du centre du Queensland en Australie.

## Géographie
Il prend sa source au Mount Gaeta à l'est de la ville de Monto. Il coule d'abord vers le sud en passant par les villes d'Eidsvold et de Mundubbera puis coule vers l'est en passant par les villes de Gayndah et de Wallaville et va se jeter dans l'océan Pacifique après un parcours de 435 kilomètres à Burnett Heads, à 20 kilomètres de la ville de Bundaberg. Il a un bassin de 32 220 kilomètres carrés.

## Écologie
La principale culture dans ce bassin est la canne à sucre. Le Burnett River, avec le Mary River abritent le dipneuste d'Australie (Neoceratodus forsteri) l'une des dernières espèces de ce groupe très ancien de vertébrés.

## Aménagements
La construction du barrage "Paradise Dam" sur le Burnett River, à 80 kilomètres en amont de Bundaberg, s'est achevée en novembre 2005. Le lac a une capacité de 300 000 000 de m3. Il a reçu le nom de l'ancienne ville minière de "Paradise" qui a été ensevelie sous les eaux du lac. Tous les vestiges du site minier ont été transférés dans la ville voisine de Biggenden. La conception du barrage a été faite pour permettre aux poissons notamment le dipneuste d'Australie de remonter ou de descendre le fleuve même à ce niveau.